# 松岡吉一
松岡 吉一（まつおか よしかず、1914年 - 1994年）は、日本の洋画家。

## 来歴
岐阜県出身。美術文化協会展入選。四季、風景、花を題材にした作品を数多く残す。東京を中心に個展を多数開催。版画、リトグラフ、凧の絵付けにも造詣が深い。
蒼樹展創立に参加し創立委員となる。杉並美術研究所主宰、蒼樹展常任委員、青翔展代表を歴任。
1982年に文部大臣奨励賞を受賞。